# Präzipitation (Immunologie)

Schematische Darstellung der Präzipitation

Veränderung des Grades der Ausfällung mit zunehmender Konzentration der Antikörper

Die Präzipitation von Antigenen und Antikörpern beschreibt in der Immunologie die Bildung von Antigen-Antikörper-Immunkomplexen (ein Immunpräzipitat), die zu einer Verklumpung (synonym Agglutination) und einer anschließenden Fällung (synonym Präzipitation, von lateinisch praecipitatio „das Herabstürzen“) aus einer Lösung führt.

## Eigenschaften
Die Präzipitation entsteht, wenn multivalente Antigene mit wiederholten Epitopen (d. h. Antigene mit mehreren gleichen Epitopen) an bivalente Antikörper (Antikörper mit zwei Paratopen) binden und ein Netzwerk ausbilden. Mit einzelnen Fab-Fragmenten erfolgt keine Präzipitation nach Bindung an ein Antigen. Sie erfolgt bei Erwärmung (unterhalb der Denaturierungstemperatur) schneller, bei Kühlung langsamer. Bei pH-Werten von unter 4 oder über 10 wird die Präzipitation gehemmt.
Durch die Präzipitation kann mit Hilfe bekannter Antikörper ein Antigen nachgewiesen werden und umgekehrt. Substanzen, die die Fällung auslösen, werden gelegentlich auch als „präzipitierendes Agens“ bezeichnet.
Eine Voraussetzung ist dabei, dass Antikörper mit 2 (IgG) oder 10 (IgM) Bindungsstellen an Antigene binden, die ihrerseits wieder mehrere Bindungsstellen besitzen, die von weiteren Antikörpern besetzt werden können. Durch die Bindungsreaktion kommt es zu einer Vernetzung von zahlreichen Antikörpern und Antigenen, so dass diese schließlich einen Gel-artigen Komplex bilden und aufgrund ihrer Masse aus der Lösung ausfallen.
Die Menge der ausgefällten Antigen-Antikörper-Komplexe ist abhängig vom Verhältnis, in dem sich die beiden Partner in der Lösung befinden. Ist ein deutlicher Überschuss einer der Komponenten vorhanden, kommt es kaum zur Ausbildung größerer Komplexe, und die Ausfällung ist gering (dies ist das sogenannte Prozonenphänomen).
Anwendung findet die Methode in der Immunologie und Biochemie z. B. bei der Gruber-Widal-Reaktion, bei dem Immundiffusionstest, bei der Nephelometrie, als Hämagglutinationshemmtest, als Serum-Präzipitin-Test und als Immunpräzipitation inkl. deren Sonderform Chromatin-Immunpräzipitation.